# آلبرت گاردنر
آلبرت گاردنر (انگلیسی: Albert Gardner; April 1887 –  آوریل ۱۹۲۳ (۳۶ سال)) بازیکن فوتبال اهل پادشاهی متحد بریتانیای کبیر و ایرلند بود.
از باشگاه‌هایی که در آن بازی کرده‌است می‌توان به باشگاه فوتبال بیرمنگام سیتی اشاره کرد.